# Simon Arnauld de Pomponne
Simon Arnauld de Pomponne (Parigi, novembre 1618 – Fontainebleau, 26 settembre 1699) è stato un diplomatico e politico francese.
Fu ministro degli Esteri sotto Luigi XIV dal 1671 al 1679 e ministro di Stato dal 1671 al 1679 e dal 1691 al 1699.

## Biografia
Figlio di Robert Arnauld d'Andilly, consigliere di Stato e quindi solitaire di Port-Royal, Simon Arnauld apparteneva alla famiglia giansenista degli Arnauld.
Cominciò a lavorare per il Re sotto Michel Le Tellier in Italia, come intendente di Filippo I d'Orléans. Fece rapidamente carriera come diplomatico, a Mantova e in Savoia nel 1654-1655.
Il suo giansenismo non gli permise di diventare governatore di Filippo I d'Orléans nel 1658. Fu anzi esiliato a causa della sua amicizia con Nicolas Fouquet (1662-1665)
Fu nominato ambasciatore in Svezia (1665-1668), nella Repubblica delle Sette Province Unite (1668-1671) e ancora in Svezia. Appena arrivato a Stoccolma, apprese la nomina a segretario di Stato degli Esteri. Ma di nuovo cadde in disgrazia nel 1679, ciò che non gli impedì d'essere ricordato alla morte di Louvois nel 1691.